# Bruce Simpson
Bruce Simpson, född 6 mars 1950, är en friidrottare från Kanada. Han deltog vid olympiska sommarspelen 1972 och olympiska sommarspelen 1976.